# Jeffrey Wright
Jeffrey Wright (Washington, 7 de dezembro de 1965) é um ator e produtor cinematográfico norte-americano. É formado em ciência política pela Amherst College. Em 2024, foi indicado ao Oscar de Melhor Ator por sua atuação em American Fiction (2023).
Wright começou sua carreira de ator no teatro, ganhando proeminência ao interpretar Belize na peça Angels in America (1993), de Tony Kushner. O papel lhe rendeu um Prêmio Tony de Melhor Ator Coadjuvante em Peça de Teatro. Dez anos depois, ele reprisou o mesmo personagem na minissérie homônima da HBO (2003), com uma atuação aclamada que lhe rendeu um Prêmio Emmy de Melhor Ator Coadjuvante em Série Limitada.
Com a carreira já em ascensão, especialmente nos Estados Unidos, Wright alcançou reconhecimento internacional ao interpretar o agente Felix Leiter nos dois primeiros filmes da franquia James Bond estrelados por Daniel Craig: Cassino Royale (2006) e Quantum of Solace (2008). Após ficar de fora dos dois filmes seguintes, ele retornou ao papel em No Time to Die (2021), com participação fundamental no desfecho da saga.
Entre alguns de seus personagens mais notáveis estão o antagonista Dr. Valentin Narcisse, na série Boardwalk Empire: O Império do Contrabando (2013–2014), e o gênio Beetee, nos filmes da franquia The Hunger Games (2013–2015).
Wright também protagonizou a série de ficção científica Westworld (2016–2022) como o programador Bernard Lowe, papel que expandiu sua notoriedade no gênero.
No Universo Cinematográfico Marvel, Wright dá voz ao personagem O Vigia, na série animada What If...? (2021-2024), e no Universo Estendido DC, interpreta o Detetive James Gordon, no filme The Batman (2022).

Em outra mídia, Wright participou do aclamado jogo eletrônico The Last of Us Part II (2020), em que interpretou o antagonista Isaac Dixon, fornecendo tanto a dublagem quanto a captura de movimento para o personagem. Cinco anos depois, volta ao personagem na segunda temporada da série da HBO (2025-em exibição), agora também como ator em live-action.